# Parastagmatoptera unipunctata
Parastagmatoptera unipunctata är en bönsyrseart som beskrevs av Hermann Burmeister 1838. Parastagmatoptera unipunctata ingår i släktet Parastagmatoptera och familjen Mantidae. Inga underarter finns listade i Catalogue of Life.